# مسجد بيبي-هيبت
مسجد بيبي – هيبت (بالأذربيجانيَّة: Bibiheybət məscidi) هو أحد أبرز مساجد مدينة باكو عاصمة أذربيجان، شُيِّد البناء الأصلي خلال القرن الثالث عشر على يد الشروان شاه فروخ زاده الثاني، أمَّا المبنى الحالي فقد أُنشأ خلال عقد التسعينيَّات من القرن العشرين، بعد أن قام البلاشفة بهدم البناء الأصلي في سنة 1936م.
يُعرف هذا المسجد محليًّا باسم "مسجد فاطمة"، ويُشاع أنَّ إحدى بنات الإمام موسى الكاظم مدفونة فيه، وبناءً على هذا يُشكّلُ المسجد مزارًا للكثير من الشيعة وبعض السنَّة في باكو وأذربيجان، الذين يقصدون القبر للتبرّك والدعاء. ويضم المسجد ثلاث قباب ومئذنتيْن وقد تأثرت ساحته الخارجية بباحات ببوائك المسجد الأقصى حيث الساحات الواسعة والأحجار الرائعة والأسوار المنقوشة بالخط العربي. قامت المئذنتان على قواعد مُندمجة مع البناء، ورغم انتمائهما للطراز الفارسي إلا أنهما خاليتان من الزخارف التي ميَّزت المآذن الفارسية.
لمكانة هذا المسجد يأتي العديد من الأزواج في مدينة باكو لعقد قرانهم فيه.

## معرض صور

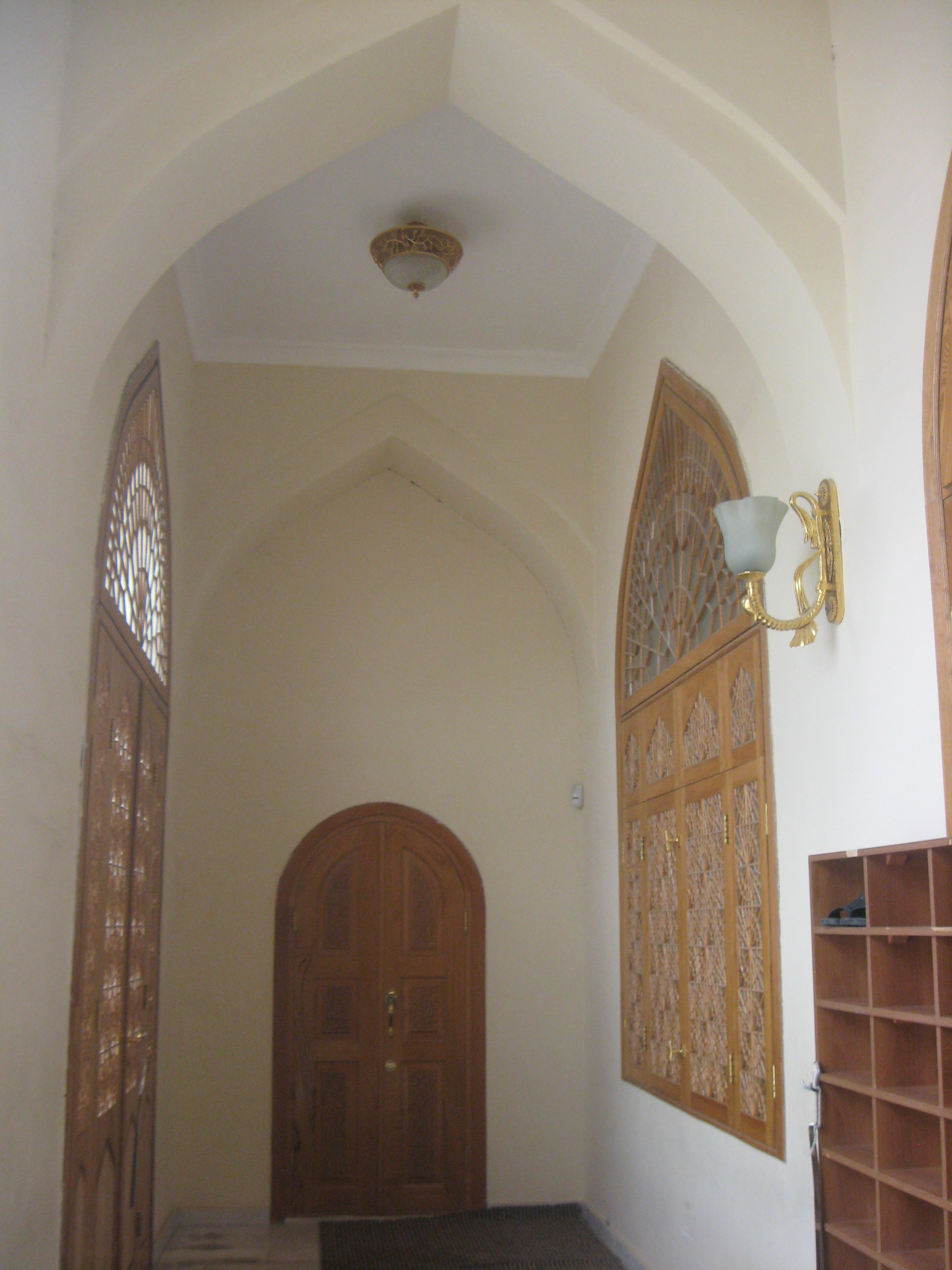
داخل مسجد بيبي هيبت
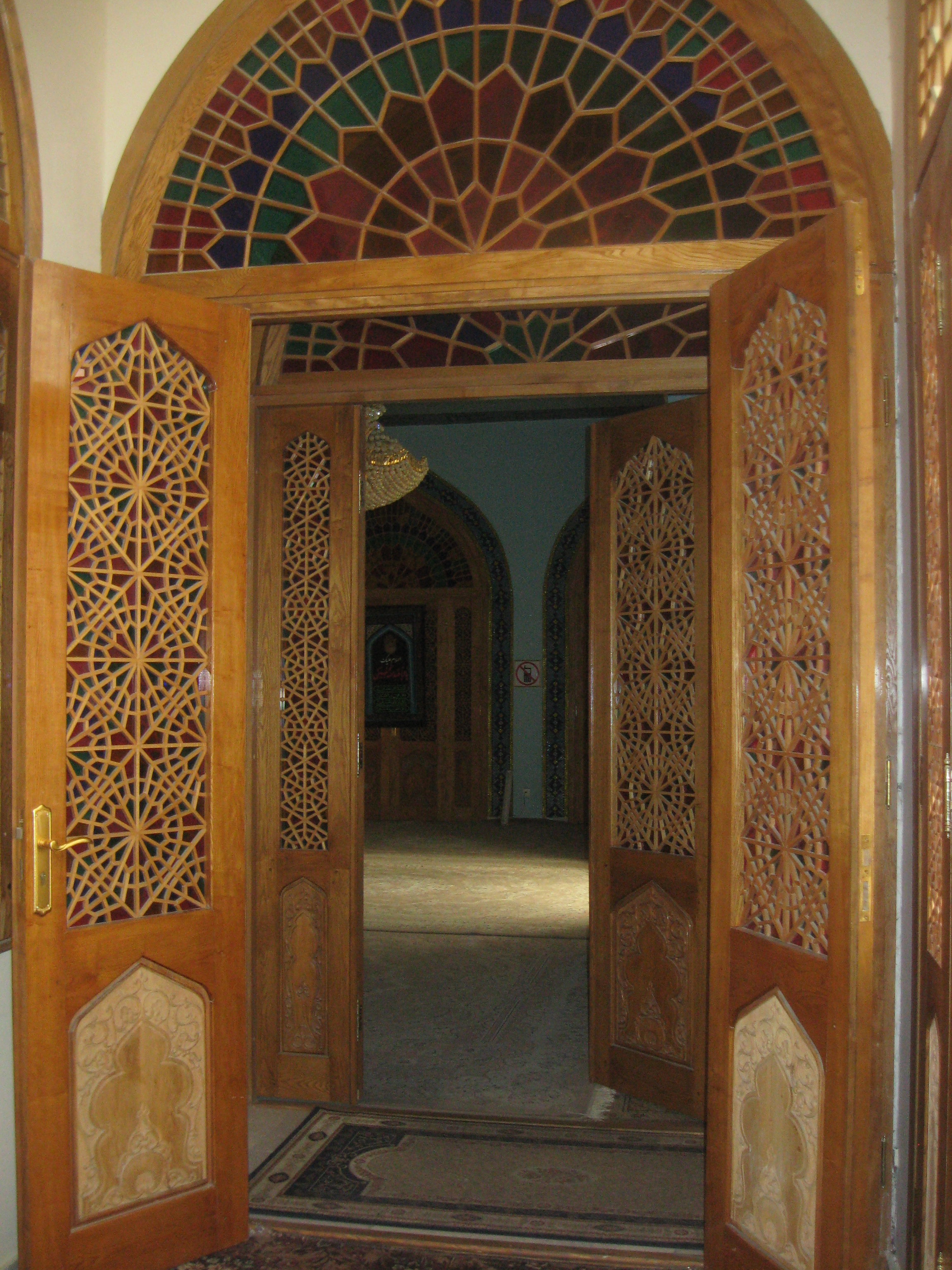
صورة آخرى من داخل المسجد
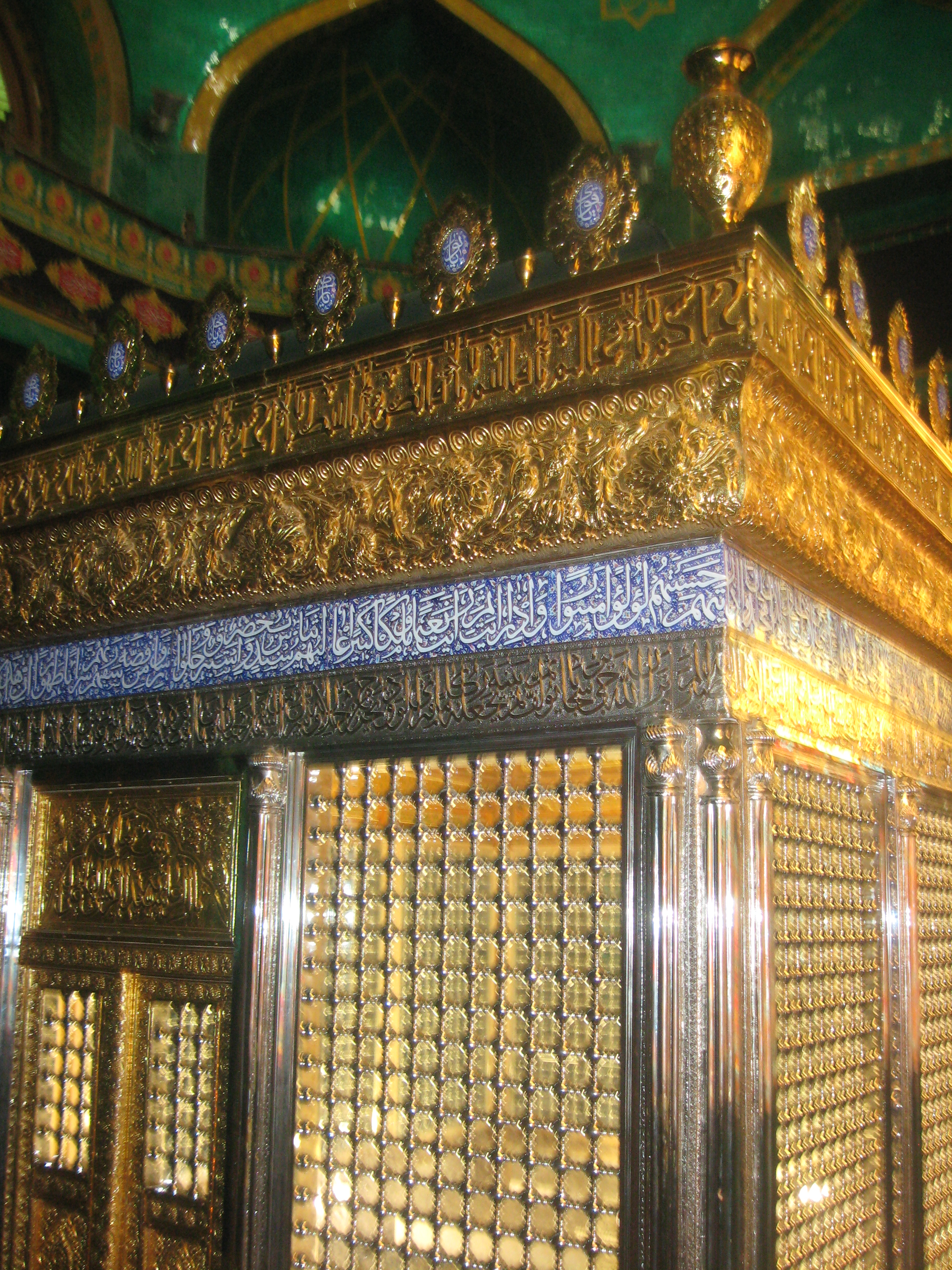
مرقد (ضريح)
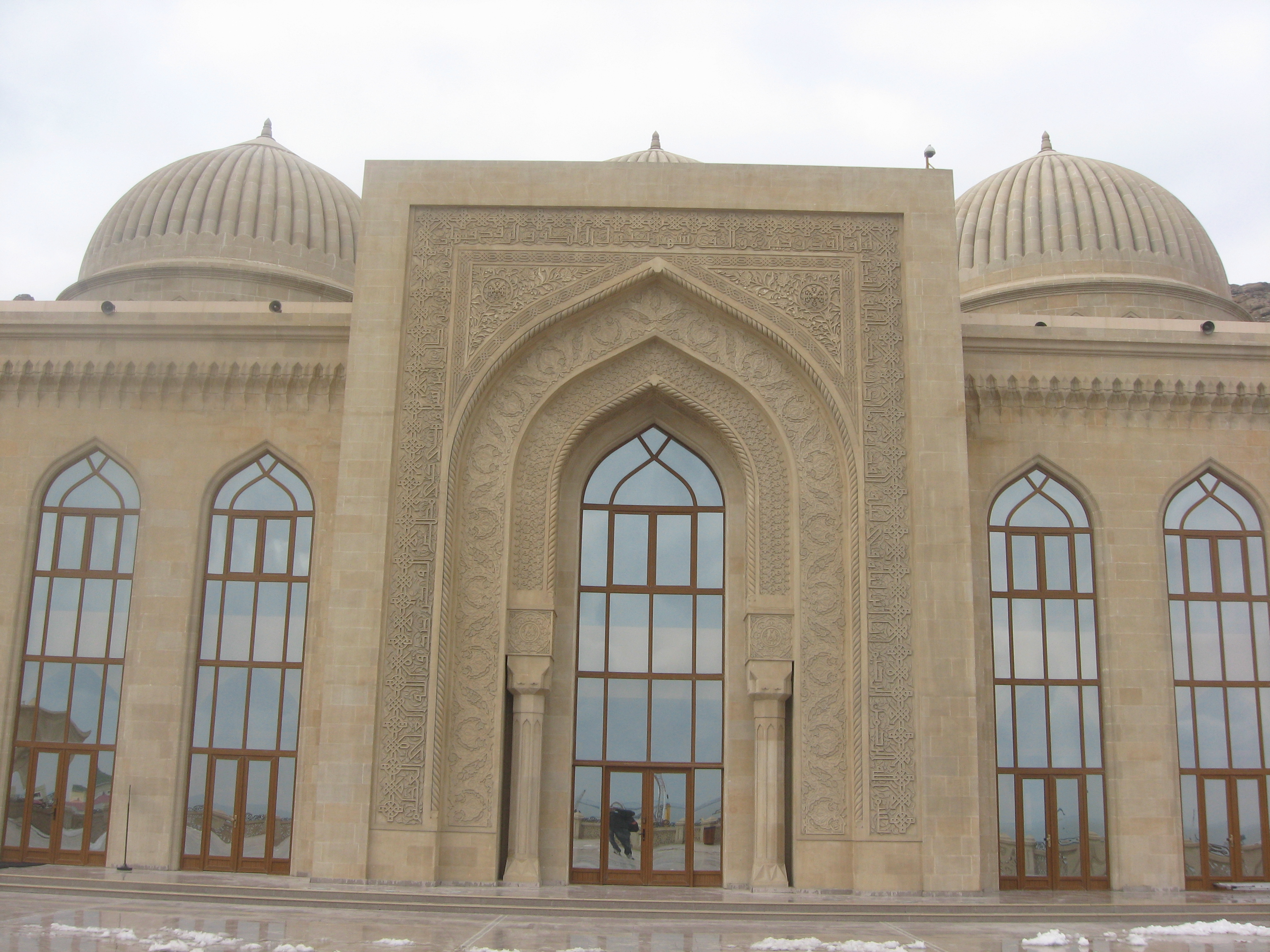
مدخل المسجد
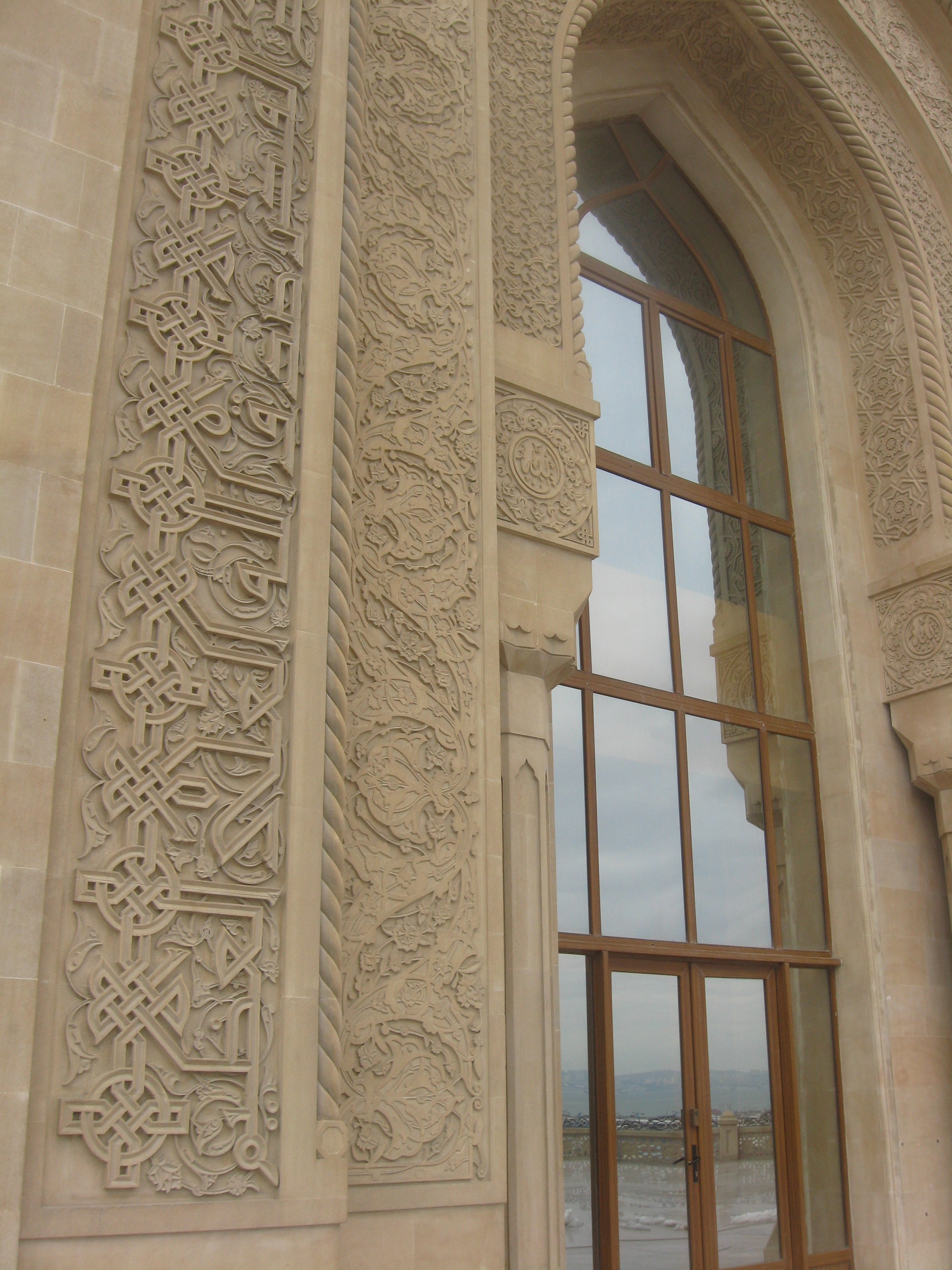
تصميم شرقي
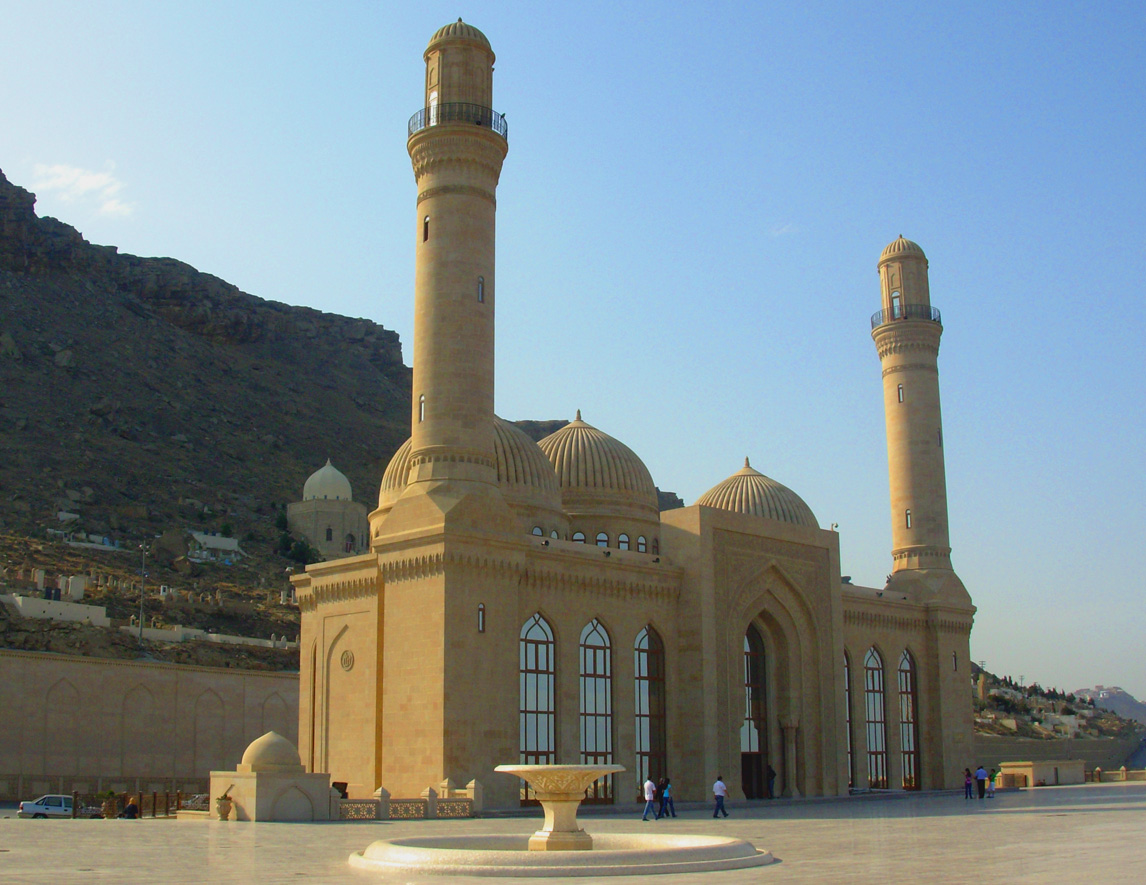
المسجد بع الترميم في 2008
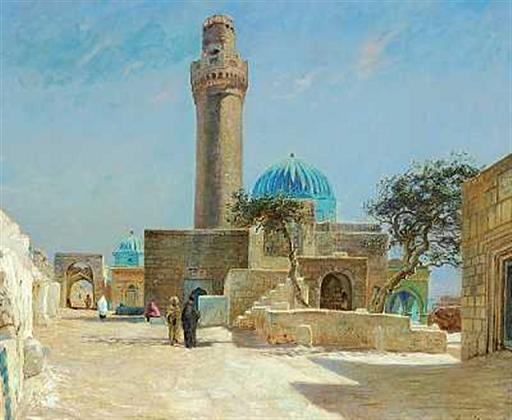
رسم توضيحي للمسجد